# Роменская улица (Санкт-Петербург)
Ро́менская у́лица — улица в Центральном районе Санкт-Петербурга. Проходит от Лиговского проспекта до Днепропетровской улицы.

## История
С 5 марта 1871 года — Крюковский переулок. Название дано по гончарному заводу Крюкова (дом 5, не сохранился).
Существовал вариант Крюкова улица.
Современное название дано 16 апреля 1887 года по городу Ромны в ряду улиц Александро-Невской части, названных по уездным городам Полтавской губернии.

## Объекты
- Дом 6/37 — начальная школа — детский сад № 687

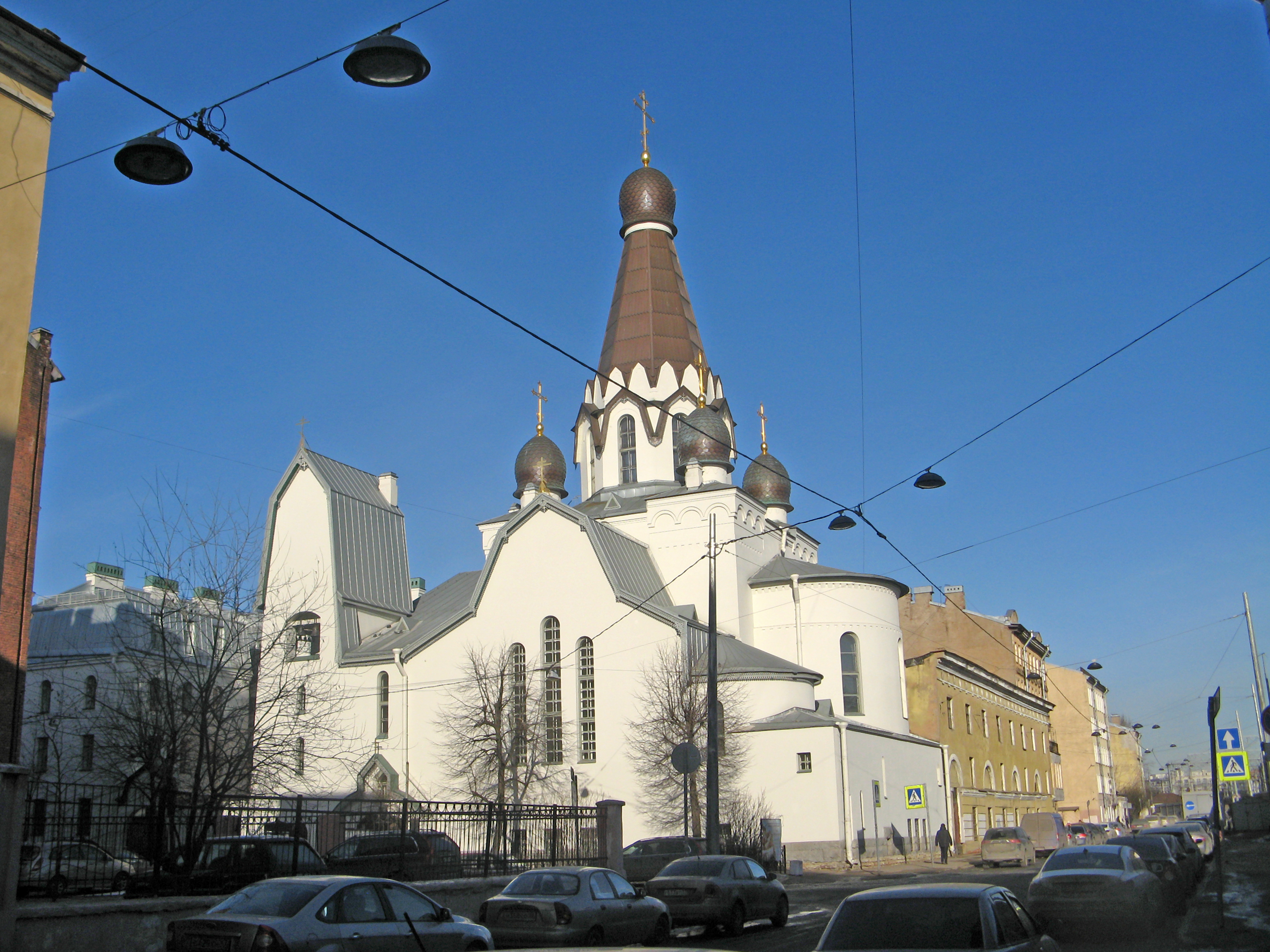
Церковь св. Петра Митрополита Московского

- Дом 12А/19 — церковь св. Петра Митрополита Московского